# Потерянная комета

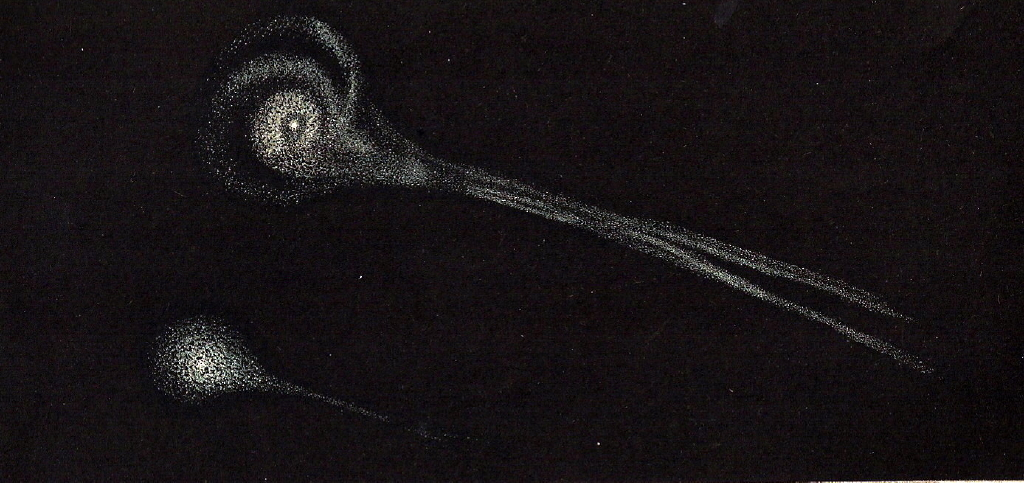
Комета Биэлы наблюдалась в 1846 году в виде двух фрагментов, но с 1852 года наблюдать её не удавалось

Потерянная комета (англ. Lost comet) — комета, ранее обнаруженная, но затем потерянная в окрестности последнего прохождения перицентра орбиты, поскольку чаще всего имеется недостаточно данных для надёжного определения орбиты и предсказания положения кометы на ней. Обозначение «D/» применяется для периодических комет, которые более не существуют или считаются исчезнувшими.
Потерянные кометы можно сравнить с потерянными астероидами, хотя вычисление орбит комет является более сложной задачей из-за наличия негравитационных сил, влияющих на движение, таких как излучение струй газа из ядра кометы. Некоторые астрономы являются специалистами в данной области, в том числе Брайан Марсден, успешно определивший в 1992 году возвращение потерянной кометы Свифта — Таттла.

## Причины потери комет

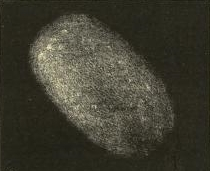
Комета 5D/Брорзена, потерянная после наблюдения в 1879 году.

Существует ряд причин, по которым комета может быть потеряна астрономами после нескольких появлений. Во-первых, орбита кометы может быть возмущена при взаимодействии с планетами-гигантами, такими как Юпитер. Это наряду с негравитационными силами может привести к изменению перигелия. Также возможно, что взаимодействие кометы и планет может привести к тому, что её орбита будет проходить гораздо дальше от Земли или же комета будет выброшена из Солнечной системы, что, вероятно, случилось с кометой Лекселла. Поскольку некоторые кометы демонстрируют вспышки яркости, то, возможно, слабые кометы и были обнаружены во время вспышки, после чего при ослаблении блеска стали недоступны наблюдению.
Также в кометах постепенно заканчивается содержание летучих веществ. Со временем большая часть летучих веществ в ядре кометы испарится и комета останется в виде маленького тёмного каменного ядра, выродившейся кометы, напоминающей астероид. Такой сценарий мог реализоваться в случае кометы Брорзена.

Вещество, теряемое компонентом B кометы Швассмана-Вахмана, разделявшейся на фрагменты начиная с 1995 года.

Известно, что в некоторых случаях кометы разделяются на части при прохождении перицентра орбиты или в других точках. Наиболее известным примером является комета Биэлы, которая разделилась на две части до её исчезновения в 1852 году.
Иногда открытие объекта на самом деле является повторным открытием потерянного ранее объекта, что можно определить по вычислению положений на орбите и сопоставлению их с предыдущими наблюдениями. Комета 177P/Barnard (также P/2006 M3), открытая Эдвардом Барнардом 24 июня 1889 года, была переоткрыта спустя 116 лет в 2006 году. 19 июля 2006 года комета 177P подошла на 0.36 а. е. к Земле.
Кометы могут уйти из внутренней области Солнечной системы, но при этом не являться потерянными, даже если их возвращение не ожидается в течение сотен или тысяч лет. С изобретением более мощных телескопов стало возможным наблюдать кометы длительное время после прохождения перицентра. Например, комета Хейла-Боппа была доступна для наблюдения невооружённым глазом в течение 18 месяцев после сближения в 1997 году. Ожидается, что комета останется доступной для наблюдения в крупные телескопы до 2020 года, при этом она достигнет 30 звездной величины.

## Список
Кометы обычно наблюдаются на периодических орбитах. Когда периодического повтора не наблюдается, комету иногда открывают повторно, но в некоторых случаях комета может разделиться на части. Такие фрагменты иногда и в дальнейшем удаётся наблюдать, но возвращение кометы больше не ожидается. В ряде случаев комета не считается потерянной до тех пор, пока она не перестанет появляться в определённом месте в предполагаемое время. Кометы также могут сталкиваться с другими объектами, как в случае кометы Шумейкеров-Леви 9, столкнувшейся с Юпитером в 1994 году.
| Название                             | Первое обнаружение | Период (лет) | Последнее наблюдения | Переоткрытие | Примечания |
| ------------------------------------ | ------------------ | ------------ | -------------------- | ------------ | --- |
| D/1770 L1 (Lexell)                   | 1770               | 5.6          |                      |              | Вероятно, потеряна после сближения с Юпитером в 1779 году, в результате которого орбита могла сильно измениться или же комета могла быть выброшена из Солнечной системы |
| 3D/Биэлы                             | 1772               | 6.6          | 1852                 |              | Разделилась на два фрагмента в 1846 году, затем — на тысячи, образовав метеорный поток Андромедид |
| 27P/Кроммелина                       | 1818               | 27.9         | 1873                 | 1928         | Три независимых открытия одной кометы, связанные Кроммелином в 1930 году |
| 289P/Бланпэна                        | 1819               | 5.2          |                      | 2003         | Потеряна в 1819 году, поскольку является тусклой, переоткрыта в 2003 году: сначала считалась астероидом 2003 WY25, затем была сопоставлена с кометой 1819 года спустя 184 года и 35 орбитальных периодов. Наблюдения 2013 и 2014 годов вблизи перигелия. Вероятно, является источником метеорного потока Феницид, наблюдаемого с 1956 года. |
| 273P/Понса — Гамбара                 | 1827               | 180          |                      | 2012         | Период обращения, определённый в 1917 году и равный 64±10 лет, является неправильным. Комета была переоткрыта спустя 185 лет после первого обнаружения и, вероятно, согласуется с китайскими наблюдениями 1110 года. |
| 54P/де Вико — Свифта — NEAT          | 1844               | 7.3          | 1894, 1965           | 2002         | Была потеряна несколько раз из-за сближений с Юпитером. |
| 122P/де Вико                         | 1846               | 74.4         |                      | 1995         | Не наблюдалась в момент первого предсказанного возвращения в 1921 году, была переоткрыта в 1995 году спустя 2 оборота по орбите с момента обнаружения |
| 5D/Брорзена                          | 1846               | 5.5          | 1879                 |              | Потеряна в 1879 году несмотря на хорошие вычисления орбиты |
| 80P/Петерса — Хартли                 | 1846               | 8.1          |                      | 1982         | Переоткрыта в 1982 году после 17 оборотов по орбите, с тех пор наблюдается регулярно |
| 20D/Вестфаля                         | 1852               | 61.9         | 1913                 |              | Ожидалась в 1976 году, но не наблюдалась. Следующее возможное возвращение состоится в 2038 году |
| Комета Свифта — Таттла               | 1862               | 133.3        |                      | 1992         | Переоткрыта спустя 130 лет, как было предсказано в 1971 году Б. Марсденом; при пересмотре предыдущих наблюдений оказалось, что в 1737 году комета наблюдалась в Европе, а также в 188 г. н. э. и 68 г. до н. э. в Китае. Является источником метеорного потока Персеид.                                                                     |
| 55P/Темпеля — Туттля                 | 1865               | 33.2         |                      | 1965         | Переоткрыта в 1965 году спустя 3 оборота по орбите. Соответствует более ранним наблюдениям 1366 года и 1699 года. Является источником метеорного потока Леонид. |
| 11P/Темпеля — Свифта — LINEAR        | 1869               | 6.4          | 1908                 | 2001         | Переоткрыта в 2001 году спустя 15 оборотов. Не наблюдалась в 2008 году из-за соединения с Солнцем, но была видна снова в 2014 году, как и предсказывали расчёты |
| 72P/Деннинга — Фудзикавы             | 1881               | 9.0          | 1978                 | 2014         | Переоткрыта в 1978 году спустя 11 оборотов, затем снова потеряна и переоткрыта в 2014 году |
| 15P/Финлея                           | 1886               | 6.5          | 1926                 | 1953         | Регулярно наблюдалась с 1953 года |
| 177P/Барнарда                        | 1889               | 118.8        |                      | 2006         | Переоткрыта спустя 117 лет |
| 206P/Барнарда — Боаттини             | 1892               | 5.8          |                      | 2008         | Переоткрыта в 2008 году спустя 20 оборотов, не наблюдалась в предполагаемом перигелии в 2014 году. Следующее прохождение перигелия должно быть в 2021 году. |
| 17P/Холмса                           | 1892               | 6.9          | 1906                 | 1964         | Регулярно наблюдалась с 1964 года; в 2007 году резко увеличила свою яркость (вспышка) |
| 205P/Джакобини (D/1896 R2)           | 1896               | 6.7          |                      | 2008         | Переоткрыта в 2008 году после 17 оборотов. Наблюдалась в 2015 году, как и было предсказано. Видны три фрагмента. |
| 18D/Перрайна — Мркоса                | 1896               | 6.75         | 1909, 1968           | 1955         | Потеряна после 1909 года, переоткрыта в 1955 году, снова потеряна с 1968 года |
| 113P/Шпиталера                       | 1890               | 7.1          |                      | 1993         | Переоткрыта в 1993 году после 15 оборотов, с перигелия 1994 года регулярно наблюдается |
| 97P/Меткалфа-Брюингтона              | 1906               | 10.5         |                      | 1991         | Переоткрыта в 1991 году после 11 оборотов, после сближения с Юпитером орбитальный период увеличился |
| 69P/Тэйлора                          | 1915               | 6.95         |                      | 1976         | Переоткрыта в 1976 году после 9 оборотов по орбите; регулярно наблюдалась после прохождения перигелия в 1977 году |
| 25D/Неуймина                         | 1916               | 5.4          | 1927                 |              | Наблюдалась всего дважды, потеряна с 1927 года |
| Комета Гейла                         | 1927               | 11.0         | 1938                 |              | Наблюдалась всего дважды, потеряна с 1938 года |
| 73P/Швассмана — Вахмана              | 1930               | 5.4          |                      | 1979         | Разделилась на 4 фрагмента в 1995 году и на десятки в 2006 году, образовав метеорный поток Тау-Геркулиды |
| Комета дю Туа — Неуймина — Дельпорта | 1941               | 6.4          |                      | 1970         | Переоткрыта в 1970 году после 5 оборотов, с 1983 года регулярно наблюдалась |
| (4015) Вильсон — Харрингтон          | 1949               | 4.3          |                      | 1992         | Была потеряна в течение 30 лет; переоткрыта в 1979 году как пересекающий орбиту Марса астероид. Соотнесена с потерянной кометой в 1992 году |
| 271P/ван Хаутена — Леммон            | 1966               | 18.5         |                      | 2012         | Впервые открыта на фотопластинках 1960 года, переоткрыта в 2012 году после 3 оборотов. Прошла перигелий в 2013 году |
| 75D/Когоутека                        | 1975               | 6.6          | 1988                 |              | Наблюдалась всего трижды, с 1988 года считается потерянной |
| 157P/Триттона                        | 1978               | 6.4          |                      | 2003         | Переоткрыта в 2003 году после 4 оборотов, с тех пор регулярно наблюдается |
| 83D/Рассела                          | 1979               | 6.1          | 1985                 |              | Наблюдалась всего дважды; потеряна с 1985 года, вероятно вследствие тесного сближения с Юпитером в 1988 году |